# محمود صباغ
محمود صباغ، مخرج أفلام سعودي، ومنتج، وكاتب سيناريو، ومدير مهرجان البحر الأحمر السينمائي الدولي والرئيس التنفيذي إلى 10 مايو 2020م. ولد في مدينة جدة عام 1983م، ودرس السينما الوثائقية في نيويورك بالولايات المتحدة الأمريكية، ويعتبر من أهم رواد السينما المستقلة في السعودية من عام 2013. ومن أشهر أفلامه بركة يقابل بركة. وعرض لأول مرة في مهرجان برلين السينمائي في عام 2016؛ ليصبح أول فيلم سينمائي سعودي طويل يعرض على شاشة المهرجان. وهو أول فيلم سعودي يرشّح لجائزة أفضل فيلم بلغة أجنبية في حفل توزيع جوائز الأوسكار التاسع والثمانون.
في عام 2015م، أسس محمود صبّاغ شركة الحوش للإنتاج، وهي أول شركة سعودية متخصصة في مجال إنتاج الأفلام المستقلة، ومقرها في مدينة جدة، كما كان أحد حكّام جائزة أفضل فيلم في الدورة 67 لمهرجان برلين السينمائي الدولي. وفي تشرين الأول / أكتوبر عام 2017، أعلن عن عمله على فيلمه الطويل الثاني بعنوان: عمرة والزواج الثاني، الفيلم تم تصويره بالكامل في المملكة العربية السعودية، وعرض في عام 2018 في أول عرض دولي له ضمن مهرجان لندن السينمائي الدولي، كما شارك بمهرجان القاهرة السينمائي الدولي في نسخته الأربعين.

## أفلامه
- بركة يقابل بركة (2016).
- عمرة والزواج الثاني (2018).
- آخر سهرة في طريق ر (2024).[8]

## روابط خارجية
- محمود صباغ على موقع IMDb (الإنجليزية)
- محمود صباغ على موقع قاعدة بيانات الفيلم (الإنجليزية)